# Better than Today
Better than Today jest to piosenka australijskiej piosenkarki Kylie Minogue. Piosenka pochodzi z płyty Aphrodite z 2010 roku.

## Lista utworów
7" single
1. "Better Than Today" – 3:26
2. "Better Than Today" (Bills & Hurr Remix Edit) – 3:47

CD single 1
1. "Better Than Today" – 3:26
2. "Can't Get You Out of My Head" (BBC Live Lounge Version) – 3:16

CD single 2
1. "Better Than Today" – 3:26
2. "Better Than Today" (Bills & Hurr Remix) – 8:36
3. "Better Than Today" (The Japanese Popstars Mix) – 6:45
4. "Get Outta My Way" (BBC Live Lounge Version) – 3:40

Digital EP
1. "Better Than Today" – 3:26
2. "Better Than Today" (Bills & Hurr Remix Edit) – 3:47
3. "Better Than Today" (The Japanese Popstars Mix) – 6:45
4. "All the Lovers" (BBC Live Lounge Version) – 3:33

iTunes digital EP
1. "Better Than Today" – 3:26
2. "Better Than Today" (Bills & Hurr Remix Edit) – 3:47
3. "Better Than Today" (The Japanese Popstars Mix) – 6:45
4. "Better Than Today" (Monarchy 'Kylie Through the Wormhole' Remix) – 8:13
5. "All the Lovers" (BBC Live Lounge Version) – 3:33